# 健科國際股份有限公司
健科國際股份有限公司，簡稱健科（英語：Govita Tech Limited），是一間從事基因和代謝物檢測的股份制有限公司。在2015年，由高醇新博士在香港創立，于2016年入駐香港科學園。主要研製創新的生物標誌物和補充品為預防亞健康及延緩衰老的範疇上使用。